# Igołomia (gmina)
Igołomia (od 1973 Igołomia-Wawrzeńczyce) – dawna gmina wiejska istniejąca do 1954 roku w woj. kieleckim i woj. krakowskim. Siedzibą władz gminy była Igołomia.
Przed 1919 gmina Igołomia była najdalej na południe wysuniętą gminą Królestwa Polskiego. W okresie międzywojennym gmina należała do powiatu miechowskiego w woj. kieleckim. Po wojnie gmina przez bardzo krótki czas zachowała przynależność administracyjną, lecz już 1 kwietnia 1945 roku została wraz z całym powiatem miechowskim przyłączona do woj. krakowskiego. Według stanu z dnia 1 lipca 1952 roku gmina składała się z 7 gromad: Igołomia, Koźlica Igołomska, Odwiśle, Pobiednik Mały, Pobiednik Wielki, Tropiszów i Zofipole.
Jednostka została zniesiona 29 września 1954 roku wraz z reformą wprowadzającą gromady w miejsce gmin. Po reaktywowaniu gmin z dniem 1 stycznia 1973 roku gminy Igołomia nie przywrócono, utworzono natomiast w powiecie proszowickim gminę Igołomia-Wawrzeńczyce, odpowiadającej obszarom dawnych gmin Igołomia i Wawrzeńczyce.